# Gomma pane
Gomma pane, "gummibröd", är en särskild deg som används för att rengöra gamla limfärgs- eller kalkväggar. Det består av vatten, vetemjöl, målarsoda och kopparsulfat